# Grotte Chabot
Die Grotte Chabot ([ɡʁɔt ʃabo]), (deutsch Chabot-Höhle), auch Grotte Jean-Louis (Jean-Louis-Höhle), seit 1899 auch Grotte des Mammouths (Höhle der Mammute), ist eine horizontale Karsthöhle in der Nähe der südfranzösischen Kleinstadt Aiguèze im Département Gard.
In der Höhle wurde 1876 von dem Lehrer Léopold Chiron zum ersten Mal in Westeuropa jungpaläolithische Parietalkunst in Form von Gravierungen entdeckt.

## Geographische Lage und Topographie
Die Grotte Chabot befindet sich am rechten Ufer der Ardèche, im Fuß einer senkrecht aufragenden Felswand, an der letzten Flussschleife vor dem Ausgang der Gorges de l’Ardèche. Ihr zugemauertes Portal liegt rund 15 m über dem heutigen Flussniveau, hinter einer breiten Felsterrasse und oberhalb eines steil ansteigenden Talus. Es ist Richtung Südosten gerichtet und durch Büsche und Bäume verdeckt.
Der erste Höhlenraum ist rund 20 m lang, seine Breite beträgt 5 bis 6 m. Die Deckenhöhe von 2 bis 3 m fällt nach hinten leicht ab. Durch Versturz ist der Boden in der hinteren Hälfte des Raums angehoben und der Zugang zu diesem Bereich nur erschwert möglich. Ein schlauchartiger Gang führt von dort in südwestlicher Richtung in weitere, nicht näher beschriebene Höhlenräume mit einer Gesamtlänge von 215 m.
Benannt ist die Höhle nach dem ehemaligen Besitzer Jean Louis Chabot, der am Höhleneingang eine 2 m hohe Mauer errichtete, um sie als Schaf- und Ziegenstall nutzen zu können. Ende der 1970er Jahre wurde das Bauwerk von der Regionalen Denkmalpflege (Conservation régionale des Monuments historiques CRMH) mit zwei vergitterten Belüftungsöffnungen versehen und deckenhoch erweitert. Seit 1992 befindet sich die Höhle in Besitz des französischen Staates; sie ist aus konservatorischen Gründen für die Öffentlichkeit geschlossen.

## Forschungsgeschichte
Der aus Saint-Marcel-d’Ardèche stammende Lehrer Léopold Chiron (1845–1916) entdeckte 1876 an den gebankten Kalksteinwänden im Eingangsbereich tief eingeschnittene Gravierungen. 1878 fertigte er von den Friesen Lottinoplastien und Fotografien auf  Glasplatten an. Er erkannte in den Linien an der, beim Blick in die Höhle, rechten Wand „... wahrscheinlich Vögel mit ausgebreiteten Flügeln“ und im linken Fries „... einen gespannten Bogen und fünf oder sechs ineinander verschlungene Personen.“
Bei Ausgrabungen im selben Jahr barg er aus einer Fundschicht in einem Meter Tiefe mehrere rund 20.000 Jahre alte Stein- und Knochenwerkzeuge des Solutréen.  Seine Bitte um finanzielle Unterstützung durch das Musée d’Archéologie Nationale wurde von dem damaligen Direktor Gabriel de Mortillet abgewiesen, sodass Chiron seine geplante Fotoserie nicht fertigstellen konnte und die Grabung beenden musste. Chirons Entdeckung wurde erstmals 1878 in der „Revue du Vivarais“ gemeldet, 1889 erschien darüber im Bulletin der Anthropologischen Gesellschaft von Lyon eine Notiz unter dem Titel Die Grotte Chabot, Gemeinde Aiguèze (Gard). Der Archäologe Ernest Chantre wird darin zitiert, er gehe davon aus, dass die Grotte Chabot im Neolithikum (l’époque des dolmens bzw. l’âge de la pierre polie) bewohnt war und die Gravuren wahrscheinlich aus dieser Zeit stammten. 1899 erkannte der Wissenschaftler Armand Lombard-Dumas in den Linien des linken und rechten Frieses die charakteristische eingesattelte Kopfform und parabelförmige Bauchlinie von vier stilisierten, langbeinigen Mammuten. Darstellungen dieser stilistischen Konvention werden als Mammute des Typs Chabot bezeichnet und fanden sich später auch in vielen weiteren Höhlen, wie z. B. Pair-non-Pair, Chauvet, in La Mouthe  sowie der Grand grotte d’Arcy-sur-Cure. Seit Ende des 19. Jahrhunderts geht man daher von einem eiszeitlichen Ursprung der Kunstwerke aus. Nach einem Besuch des Prähistorikers Louis Capitan, der die Pferdeabbildungen der rechten Wand erkannte, wurde die Grotte Chabot am 5. Februar 1903 als erste Höhle im Département Gard als denkmalgeschütztes Monument historique eingestuft. Obwohl sie ab diesem Zeitpunkt unter besonderem Schutz stand, wurde sie bis 1940 weiterhin als Stall genutzt.
Seit ihrer Entdeckung wurde die Höhle immer wieder von Sammlern geplündert. In den 1890er Jahren las der Prähistoriker Paul Raymond (1859–1944) in den durchmischten Ablagerungen einige Feuersteinartefakte und in charakteristischer Weise aufgeschlagene Rentierknochen auf, die er dem Magdalénien zuschrieb. Eine gallorömische Schicht enthielt typische Überreste und eine kleine Bronzemünze mit Bildnis des Constantin.
Zwischen 1950 und 1967 führte Jean Combier Prospektionen und Ausgrabungen durch.

## Parietalkunst

### Gravierungen
Im Gegensatz zu vielen anderen altsteinzeitlichen Bilderhöhlen, in denen Wandkunst meist in den weit im Innern gelegenen, völlig dunklen Bereichen angebracht ist, befinden sich alle Gravuren der Grotte Chabot in dem früher von Tageslicht erhellten Eingangsbereich.
Da Gravierungen bislang nicht direkt datiert werden können, geht man davon aus, dass sie im Solutréen angefertigt wurden, dem einzigen jungpaläolithischen Technokomplex, der in der Höhle durch Ausgrabungen nachgewiesen ist. Zu dieser Zeit betrug die Stehhöhe nur 1,5 bis 1,8 m und das Bearbeiten der Decke war ohne Podest oder ähnliche Hilfsmittel möglich.
Auf zwei sich gegenüberliegenden Friesen und an der Höhlendecke sind insgesamt 21 Tierdarstellungen angebracht. Es handelt sich um 13 Mammute mit meist langen Beinen, drei etwa 50 cm große Pferde und fünf nicht zweifelsfrei bestimmbare Vierbeiner (Rinder, liegender Hirsch oder Steinbock, Hirsch oder Ziege ohne Kopf). Auf dem linken Fries sind unzählige, manche mehr als 5 mm tief eingeschnittene, Linien von sich teilweise überlagernden Darstellungen angebracht. Am vorderen Ende dieses etwa 0,7 m hohen und 3 m langen Panneaus ist ein aus der Höhle blickendes Mammut erkennbar sowie sich überschneidende Umrisse weiterer Tiere dieser Gattung. Mehrere Kanten des Felsblocks wurden 1968 mit einem Hammer abgeschlagen. Das rechte Fries besteht aus zwei übereinander versetzt angeordneten Flächen von 3 und 3,5 m Länge, die durch eine schräge Fuge getrennt sind. Die einzelnen Abbildungen überlagern sich hier weniger und ein etwa 50 cm breites Mammut mit nach draußen gerichtetem Blick ist auch auf dieser Seite herausgearbeitet. Zentrales Element ist ein großes Rind, dessen Hinterbeine den Kopf eines liegend mit angezogenen Hinterbeinen dargestellten Cerviden kreuzen. Zu beiden Seiten sind Pferde, weitere Tiere und dahinter ein Mammut angeordnet. Über das Panneau verteilt finden sich zahlreiche senkrecht orientierte Strichpaare.
Die Gravierungen der Höhlendecke zeigen auf einer Fläche von ca. 3 qm zwei einander zugewandte Mammute, die durch mehrere Linien miteinander verbunden sind.

### Zustand
Die Gravierungen, die durch ihre exponierte Lage in dem großen Höhleneingang eigentlich in besonderem Maße der Verwitterung ausgesetzt gewesen wären, befanden sie sich laut Jean Combier noch 1963 in einem außergewöhnlich guten und „frischen“ Zustand. Ursächlich dafür war die am Ende des Laugerie-Interstadials eintretende rasche und fast vollständige Verfüllung des vorderen Höhlenbereichs durch eingeschwemmte Sedimente. So geschützt, überdauerten die Kunstwerke fast unbeschädigt, bis die Höhle in jüngster Zeit durch natürliche Prozesse, beim Bau der Stallung und im Zuge von archäologischen Grabungen wieder ausgeräumt wurde.
1986 mussten erstmals Restaurierungs- und Sicherungsarbeiten durchgeführt werden. Am linken Fries wurde von oben eindringendes Wasser durch Rinnen und Rohre in Kanister umgeleitet, um dessen Menge sowie Zusammensetzung bestimmen zu können und um das Panneau trocken zu halten. Verunreinigungen, Algen, Calcitauflagen und blumenkohlartige Aufblühungen wurden entfernt, instabile Bereiche mit Epoxidharz verstärkt. Die festgestellten Rückstände von Trennmitteln (Elastomere und Wachs) ließen darauf schließen, dass zu einem nicht bekannten Zeitpunkt ein Abguss angefertigt worden war. Bei einer weiteren, 1990 für ein Museum genommenen, Abformung blieben erneut Silikon und Polyvinylalkohol zurück und mussten in den folgenden Jahren mit großem Aufwand entfernt werden. Seit 2017 werden an den Höhlenwänden und Lüftungsöffnungen Klimaparameter wie Temperatur und relative Luftfeuchtigkeit kontinuierlich aufgezeichnet. Es wurde festgestellt, dass die Anwesenheit von Personen die Temperatur in der Höhle nur minimal erhöht und diese nach dem Verlassen rasch wieder auf den Normalwert absinkt.